# Molonglo River
Molonglo River är ett vattendrag i Australien. Det ligger i territoriet Australian Capital Territory, i den sydöstra delen av landet, omkring 16 kilometer nordväst om huvudstaden Canberra.
Runt Molonglo River är det i huvudsak tätbebyggt. Runt Molonglo River är det tätbefolkat, med 530 invånare per kvadratkilometer. Genomsnittlig årsnederbörd är 990 millimeter. Den regnigaste månaden är februari, med i genomsnitt 169 mm nederbörd, och den torraste är maj, med 39 mm nederbörd.